# Smart Gałacz
Smart Gałacz, oryg. Asociația Club Sportiv Smart Galați – rumuński klub szachowy z siedzibą w Gałaczu.

## Historia
Klub został założony w 2014 roku. W 2019 roku zadebiutował w Superlidze, zajmując wówczas siódme miejsce. W sezonie 2022 klub zajął czwartą pozycję w lidze. Rok później Smart uzyskał trzecie miejsce w mistrzostwach kraju, za Vadosem Arad i CSU ASE Bukareszt. Skład drużyny stanowili wówczas m.in. Ádám Kozák i Karthik Venkataraman. Sezon 2024 klub zakończył na piątym miejscu w Superlidze.

## Arcymistrzowie w historii klubu
- Ádám Kozák[8]
- Momcził Petkow[9]
- Karthik Venkataraman[6]